# Jay and the Americans
Jay and the Americans sono un gruppo musicale statunitense originario di New York e formatosi nel 1960. 
Il gruppo si è poi sciolto nel 1973, per riformarsi nel 2006.

## Membri

### Membri attuali
- Sandy Deanne – voce (1960–1973, 2006–presente)
- Marty Sanders – chitarra, voce (1962–1973, 2006–presente)
- Jay Reincke – voce (2006–presente)
- Rick Van Horn – batteria (2013–presente)

### Ex membri
- Kenny Vance – voce (1960–1973)
- Jay Traynor – voce (1960–1962; deceduto nel 2014)
- Howard Kane – voce (1960–1973, 2006–2023; deceduto nel 2023)
- Jay Black – voce (1962–2006; deceduto nel 2021)
- Brian Cano – batteria (1969–2006)

## Discografia parziale
Album
- 1962 - She Cried
- 1962 - At the Cafe Wha?
- 1964 - Come a Little Bit Closer
- 1965 - Blockbusters
- 1965 - Jay & the Americans Greatest Hits
- 1966 - Sunday and Me
- 1966 - Livin' Above Your Head
- 1967 - Try Some of This!
- 1969 - Sands of Time
- 1970 - Wax Museum
- 1970 - Wax Museum, Vol. 2
- 1970 - Capture the Moment

Singoli
- 1962 - She Cried
- 1963 - Only in America
- 1964 - Come a Little Bit Closer
- 1964 - Let's Lock the Door (And Throw Away the Key)
- 1965 - Cara Mia
- 1965 - Some Enchanted Evening
- 1965 - Sunday and Me
- 1966 - Crying
- 1968 - This Magic Moment
- 1969 - Walking in the Rain